# Rune Factory
Rune Factory là một loạt trò chơi video kỳ ảonhập vai mô phỏng do Hashimoto Yoshifumi tạo ra, và chủ yếu do Marvelous xuất bản. Trò chơi do xưởng Hakama của Hashimoto phát triển, tiếp quản từ Neverland sau khi họ ngừng hoạt động vào năm 2013. Loạt bắt đầu như một spin-off của một dòng game nổi tiếng khác của Marvelous là Story of Seasons (trước đây là Harvest Moon). Các điểm tương đồng với Story of Seasons sau đó đã bị loại bỏ bắt đầu từ phần thứ hai, để trở thành loạt riêng. Với trò chơi đầu tiên được xuất bản vào năm 2006, loạt bao gồm năm trò chơi thuộc dòng chính, hai trò chơi phụ và nhiều bản chuyển thể manga.
Rune Factory vẫn giữ lại các phần mô phỏng nông nghiệp và xã hội của dòng trò chơi Story of Seasons, nhưng tích hợp nó vào một bối cảnh giả tưởng và đưa các yếu tố dungeon vào trò chơi cốt lõi. Tiền đề cơ bản của hầu hết các trò chơi Rune Factory là vào vai một anh hùng bị mất trí nhớ, nhưng phải cứu vùng đất khỏi hiểm họa dưới tay kẻ địch, đồng thời tìm lại ký ức của họ. Tựa của loạt đề cập đến cơ chế trò chơi  "điểm rune" và rune có thể kiếm được bằng cách hoàn thành nhiều nhiệm vụ, chẳng hạn như trồng trọt, chế tạo vật phẩm và thăng cấp kỹ năng.
Các trò chơi trong loạt đã thành công cả về mặt phê bình và thương mại, với Xseed Games, nhà xuất bản ở Bắc Mỹ, tuyên bố đây là nhượng quyền thương mại tốt nhất của họ vào năm 2020.

## Các tựa trò chơi
| 2006 | Rune Factory: A Fantasy Harvest Moon |
| 2007 |                                      |
| 2008 | Rune Factory 2                       |
| 2008 | Rune Factory Frontier                |
| 2009 | Rune Factory 3                       |
| 2010 |                                      |
| 2011 | Rune Factory: Tides of Destiny       |
| 2012 | Rune Factory 4                       |
| 2013 |                                      |
| 2014 |                                      |
| 2015 |                                      |
| 2016 |                                      |
| 2017 |                                      |
| 2018 |                                      |
| 2019 | Rune Factory 4 Special               |
| 2020 |                                      |
| 2021 | Rune Factory 5                       |
| 2022 |                                      |
| 2023 | Rune Factory 3 Special               |

### Trò chơi
Rune Factory trải dài bảy trò chơi khác nhau lấy bối cảnh trong cùng một vũ trụ chung. Mặc dù có mối liên hệ lỏng lẻo giữa mỗi mục, mỗi mục đều có dàn nhân vật, bối cảnh và câu chuyện riêng, vì vậy các con số chủ yếu đề cập đến các tập hơn là phần tiếp theo. Tính đến năm 2021, có năm mục chính được đánh số cho loạt, cũng như một bản chuyển nâng cao và hai spin-off, bao gồm cả phần tiếp theo trực tiếp của trò chơi đầu tiên.

#### Loạt chính
- Rune Factory: A Fantasy Harvest Moon là trò chơi đầu tiên trong loạt, được phát hành tại Nhật Bản ngày 24 tháng 8 năm 2006 cho Nintendo DS.[4][5] Ban đầu nó được phát hành dưới dạng tựa phụ của loạt Story of Seasons nhân kỷ niệm 10 năm thành lập.[6] Trò chơi giới thiệu cho người chơi các quốc gia, chủng tộc và truyền thuyết của loạt truyện. Lấy bối cảnh ở thị trấn miền núi nhỏ Kardia, câu chuyện theo chân Raguna, một người bị chứng mất trí nhớ, anh tìm thấy mục tiêu mới sau khi đồng ý làm việc trong một trang trại thuộc sở hữu của một phụ nữ trẻ tên làMist.[7] Trò chơi sau đó phát hành ở Bắc Mỹ ngày 14 tháng 8 năm 2007, ở Châu Âu ngày 13 tháng 2 năm 2009 và ở Úc ngày 12 tháng 3 năm 2009.[4][5]
- Rune Factory 2 là trò chơi thứ hai trong loạt, phát hành tại Nhật Bản ngày 3 tháng 1 năm 2008 cho Nintendo DS.[8][9] Lấy bối cảnh vài năm sau khi trò chơi đầu tiên kết thúc, lần này là ở thành phố biển Alvarna.[10] Câu chuyện được chia thành hai phần: nửa đầu của trò chơi theo chân Kyle, một người đàn ông bí ẩn có mối liên hệ với con rồng huyền thoại Fiersome, trong khi nửa sau của trò chơi có cảnh đứa con của Kyle tìm kiếm cha sau khi ông biến mất.[11] Rune Factory 2 phát hành ở Bắc Mỹ ngày 18 tháng 11 năm 2008, ở Châu Âu ngày 8 tháng 10 năm 2010 và ở Úc ngày 18 tháng 11 năm 2010.[9]
- Rune Factory 3 là phần thứ ba trong loạt chính, phát hành tại Nhật Bản ngày 22 tháng 10 năm 2009 cho Nintendo DS.[12] Trò chơi lấy chủ đề xoay quanh sự cân bằng tinh tế của tự nhiên cũng như cuộc xung đột giữa con người và chủng tộc Univir.[3] Nhân vật chính, Micah, phát hiện ra rằng anh ta là một nửa quái vật và quyết định giữ bí mật về bản chất thật với những người dân làng khác. Mục tiêu của anh là hồi sinh Sharance Tree kỳ lạ và ngăn chặn vùng đất xung quanh bị mục nát, đồng thời cố gắng xây dựng lại lòng tin giữa Univir và con người.[13] Trò chơi phát hành ở Bắc Mỹ ngày 9 tháng 11 năm 2010, ở Anh và Úc ngày 30 tháng 9 năm 2011.[12][14]
  - Rune Factory 3 Special là phiên bản làm lại của trò chơi, phát hành vào mùa xuân năm 2023.[15] Các bản cập nhật sẽ bao gồm hình ảnh nâng cao, tùy chọn độ khó "Địa ngục" và "Chế độ làm mới" được lồng tiếng đầy đủ cho mười một ứng viên, tương tự như Rune Factory 4 Special.[16]
- Rune Factory 4 là trò chơi thứ tư trong loạt chính, phát hành tại Nhật Bản ngày 19 tháng 7 năm 2012 cho Nintendo 3DS.[17] Tương tự như Rune Factory 2, mục này được tách thành nhiều phần và giới thiệu phần câu chuyện chính thứ ba.[18] Người chơi sẽ vào vai Lest hoặc Frey, hạ cánh xuống thị trấn nhỏ Selphia sau khi bị ném ra khỏi một tàu bay. Sau khi được Ventuswill, một con rồng trưởng thành, cứu mạng, nhân vật chính bị người dân thị trấn nhầm là thành viên của gia đình hoàng gia Norad, và buộc phải điều tra các thế lực bí ẩn đang hoạt động trong các dungeon gần đó. Trò chơi phát hành ở Bắc Mỹ ngày 24 tháng 1 năm 2013.[17] Sau khi bản phát hành thực tế của trò chơi bị hủy ở Châu Âu và Úc thì sau đó đã phát hành dưới dạng độc quyền trên Nintendo eShop tại vùng PAL ngày 11 tháng 12 năm 2014.[19]
  - Rune Factory 4 Special là một phiên bản nâng cao của trò chơi, phát hành tại Nhật Bản ngày 25 tháng 7 năm 2019 cho Nintendo Switch.[20] Phiên bản này có đồ họa nâng cao, các đoạn cắt cảnh bổ sung, tùy chọn độ khó "Địa ngục" thách thức hơn và sử dụng công nghệ Live2D cho chế độ Mới.[21] Trò chơi phát hành ở Hồng Kông và Hàn Quốc ngày 5 tháng 12 năm 2019, ở Bắc Mỹ ngày 25 tháng 2 năm 2020 và ở các khu vực PAL ngày 28 tháng 2 năm 2020.[20][22] Trò chơi đã được hỗ trợ bởi một gói mở rộng có tên Another Episode, bổ sung thêm mười hai câu chuyện phụ. Các tùy chọn tùy chỉnh khác cũng được cung cấp thông qua nội dung có thể tải xuống. Trò chơi đã phát hành trên toàn thế giới cho PlayStation 4, Xbox One và Microsoft Windows ngày 7 tháng 12 năm 2021 đi cùng với gói mở rộng và nội dung có thể tải xuống.[23][24]
- Rune Factory 5 là trò chơi thứ năm trong loạt trò chơi chính, phát hành tại Nhật Bản ngày 20 tháng 5 năm 2021 cho Nintendo Switch.[25][26] Trò chơi diễn ra ở thị trấn biên giới Rigbarth và tập trung vào Ares hoặc Alice , tham gia nhóm kiểm lâm gìn giữ hòa bình được gọi là Seed, vì sự ổn định ở Vương quốc Norad đang bị đe dọa.[27][28] Đây là trò chơi đầu tiên trong loạt có hôn nhân đồng giới.[29] Tính năng này sẽ có sẵn khi  phát hành ở phiên bản khu vực Bắc Mỹ và PAL, và được chèn vào như một bản vá trong tương lai cho tất cả các khu vực khác.[30] Rune Factory 5 phát hành tại Hồng Kông và Hàn Quốc ngày 2 tháng 9 năm 2021, và sau đó phát hành tại Bắc Mỹ ngày 22 tháng 3 năm 2022 và tại các khu vực PAL ngày 25 tháng 3 năm 2022.[25][31] Một bản Microsoft Windows đã phát hành trên toàn thế giới ngày 13 tháng 7 năm 2022.[32][33]

#### Phần tiếp theo và phần phụ
- Rune Factory Frontier, phần tiếp theo trực tiếp của trò chơi đầu tiên trong loạt, phát hành tại Nhật Bản ngày 27 tháng 11 năm 2008 cho Wii.[34] Raguna lúc này đang tìm kiếm Mist khi cô đột ngột rời khỏi thị trấn Kardia.[35] Trong quá trình đó, anh tình cờ đi ngang qua làng Trampoli và biết rằng Đảo Cá Voi, một hòn đảo nổi phía trên ngôi làng, có nguy cơ sụp đổ.[36] Rune Factory Frontier có cơ chế trò chơi mới được gọi là runeys, nguyên tố tinh linh có nguồn gốc từ Trampoli nhằm để tạo ra "kỳ quan rune" và ảnh hưởng đến sự thịnh vượng của vùng đất.[37] Trò chơi phát hành ở Bắc Mỹ ngày 17 tháng 3 năm 2009, ở Châu Âu và Úc ngày 1 tháng 4 năm 2010.[34][38]
- Rune Factory: Tides of Destiny là một trò chơi spin-off, ban đầu phát hành tại Nhật Bản ngày 24 tháng 2 năm 2011 cho PlayStation 3 và Wii.[39][40] Trò chơi đã được xuất bản với tên Rune Factory Oceans ở Nhật Bản và khu vực PAL.[41] Aden và Sonja là hai người bạn suốt đời sống một cuộc sống yên bình trên đảo Fenith cho đến khi họ bị dính phải một lời nguyền bí ẩn buộc linh hồn của cả hai bị mắc kẹt trong cùng một cơ thể.[42] Khi họ tìm cách hóa giải lời nguyền, Aden và Sonja kết bạn với Ymir, một con golem cho phép họ hành trình xuyên đại dương đến những hòn đảo xung quanh.[43] Trò chơi phát hành ở Bắc Mỹ ngày 7 tháng 10 năm 2011, ở Châu Âu ngày 25 tháng 5 năm 2012 và ở Úc ngày 13 tháng 6 năm 2012.[39] Ở các khu vực PAL, trò chơi chỉ phát hành cho PlayStation 3.[44]

## Các yếu tố chung
Cách chơi của loạt Rune Factory tương tự như Harvest Moon/Story of Season. Cứ một giây trong thế giới thực, một phút trong trò chơi sẽ trôi qua. Người chơi có thể trồng trọt bằng cách sử dụng các nông cụ có thể nâng cấp. Tuy nhiên, cơ chế mua bán động vật của Harvest Moon đã được thay thế bằng việc đánh bại và kết bạn với quái vật trong hang động. Nếu một con quái vật được thuần hóa, nó có thể giúp người chơi chiến đấu, sản xuất hàng hóa hoặc trồng trọt. Chiến đấu trong trò chơi thuộc thể loại hành động nhập vai.
Giống như hầu hết các trò chơi Harvest Moon/Story of Season, người chơi đều có một lượng thể lực giới hạn, dưới dạng "Rune Points", hoặc "RP". RP sẽ dần cạn kiệt khi người chơi thực hiện các nhiệm vụ tại nông trại hoặc chiến đấu bằng vũ khí hoặc phép thuật. Người chơi cũng được cộng điểm đánh. Người chơi có thể tấn công mà không cần RP bằng cách hy sinh HP. Người chơi có thể bổ sung RP bằng cách sử dụng Rune, tạo ra bởi các loại cây trồng hoặc bình thuốc, trong khi HP có thể phục hồi bằng cách sử dụng thuốc hoặc phép thuật chữa bệnh. Nhà tắm trong thành phố phục hồi cả HP và RP. Nếu người chơi hết HP khi đang làm việc trong trang trại, họ sẽ gục ngã và được giải cứu; tuy nhiên, trong Rune Factory và Rune Factory 2, việc chết bên ngoài thị trấn khiến trò chơi kết thúc. Trong tất cả các phần khác, người chơi sẽ không chết khi chiến đấu trong các hang động hoặc phế tích.
Hoa màu có thể trồng ở các khu vực khác nhau để bán lấy vàng; các hoạt động khác bao gồm khai thác kim loại và khoáng sản, câu cá hoặc thu thập thực phẩm như sữa và trứng từ những con quái vật được thuần hóa. Sau đó, người chơi có thể chi tiền và vật chất để nâng cấp cho ngôi nhà, vũ khí và công cụ của mình.
Ngoài lối chơi kết thúc mở, các trò chơi còn có một cốt truyện tuyến tính, có thể chơi tiếp bằng cách khám phá các hang động và đánh bại một số quái vật nhất định. Cũng giống như trong loạt Harvest Moon, mối quan hệ của nhân vật chính với những người dân làng khác tăng lên bằng cách nói chuyện với họ hoặc thực hiện những hành động làm hài lòng họ, chẳng hạn như tặng những món đồ họ thích làm quà. Một số người trong số họ thậm chí có thể kết hôn nếu mối quan hệ của họ tiến triển đủ. Một số phần của loạt yêu cầu nhân vật chính phải kết hôn như một phần của cốt truyện.

## Phát triển
Theo giám đốc điều hành của Marvelous và cũng là người sáng tạo ra Harvest Moon, Wada Yasuhiro, Rune Factory 2 không mượn tên Harvest Moon (Bokujō Monogatari) cho bản phát hành tại Nhật Bản. Điều này là nhằm để phát triển Rune Factory như một loạt độc lập và Marvelous sẽ tiếp tục làm điều này với tất cả các phần trong tương lai, bao gồm Rune Factory Frontier. Mặc dù vậy, Natsume vẫn dùng phụ đề A Fantasy Harvest Moon cho Rune Factory 2 và Rune Factory 3.
Trong cuộc phỏng vấn giữa Cubed3 và Wada Yasuhiro vào ngày 6 tháng 6 năm 2007, ông công bố Rune Factory Frontier và tiết lộ đầy đủ vào ngày 4 tháng 6 năm 2008 trên tạp chí trò chơi điện tử Nhật Bản Famitsu. Ngày 11 tháng 7 năm 2008, Marvelous Entertainment USA và Xseed Games thông báo họ sẽ đưa Rune Factory Frontier đến Bắc Mỹ. Rune Factory Frontier phát hành tại khu vực Bắc Mỹ vào ngày 17 tháng 3 năm 2009.
Rune Factory 5 sẽ phát hành vào "một thời điểm nào đó" theo nhà sản xuất của loạt, Hashimoto Yoshifumi. Tháng 11 năm 2013, Neverland Co. đệ đơn phá sản, khiến tương lai của loạt này bị đặt trong vòng nghi vấn vào thời điểm đó. Tuy nhiên, vào tháng 2 năm 2014, có thông tin tiết lộ nhóm phát triển Rune Factory đã được Marvelous AQL thuê lại và họ đang phát triển trò chơi điện tử nhập vai mô phỏng Nintendo 3DS Lord of Magna: Maiden Heaven. Vào tháng 2 năm 2019, trong sự kiện Nintendo Direct 13.02.19, Rune Factory 5 một lần nữa được xác nhận là đang được phát triển bởi Hakama, một studio mới do Hashimoto thành lập. Vào tháng 9 năm 2020, trong buổi giới thiệu Nintendo Direct Mini thì ngày phát hành của trò chơi dự kiến là vào mùa xuân năm 2021 tại Nhật Bản và sau đó trên toàn thế giới trong cùng năm. Một đoạn giới thiệu khác đã phát hành trên Nintendo Direct mini độc quyền tại Nhật Bản vào tháng 10, tiết lộ một phiên bản giới hạn "Premium Box" và ngày phát hành dự kiến là 20 tháng 5 năm 2021 tại Nhật Bản.

## Tiếp nhận
| Trò chơi                             | Famitsu | Metacritic |
| ------------------------------------ | ------- | ---------- |
| Rune Factory: A Fantasy Harvest Moon | 33/40   | 78         |
| Rune Factory 2                       |         | 77         |
| Rune Factory Frontier                | 29/40   | 79         |
| Rune Factory 3                       | 33/40   | 77         |
| Rune Factory: Tides of Destiny       | 31/40   | 55         |
| Rune Factory 4                       | 34/40   | 78         |
| Rune Factory 4 Special               |         | 81         |
| Rune Factory 5                       |         | 70         |

Loạt Rune Factory được đón nhận nồng nhiệt.
Mark Bozon của IGN đánh giá Rune Factory: A Fantasy Harvest Moon 8.4 điểm. Bozon nhận xét phong cách nghệ thuật của trò chơi là "tuyệt vời", và đó là "Harvest Moon mà bạn mong chờ". 7.0/10 từ Nintendo Power và 4/5 từ X-Play.
IGN đánh giá Rune Factory 2: A Fantasy Harvest Moon với 8,4/10, nhận xét về sự tương đồng với bản gốc.
Rune Factory 5 ra mắt ở vị trí số 1 trong bảng xếp hạng doanh số bán hàng kỹ thuật số Switch tại Nhật Bản.

## Phương tiện truyền thông liên quan
Một số tựa trong loạt đã chuyển thể thành manga riêng. Một bộ truyện tranh dài 64 trang đã được đưa vào như một phần của đơn đặt hàng trước cho trò chơi chính đầu tiên. Một bộ truyện tranh tuyển tập do DNA Media Comics xuất bản, sau đó phát hành ngày 1 tháng 11 năm 2006 để quảng cáo cho trò chơi. Đi cùng là một nhóm các nhà văn, bao gồm Morita Natsuna , Hitoshi Tatsumi, Minato Tonami, Aimi Igarashi, Enya Uraki, và Hiromi Miura. Nhiều tựa manga dựa trên Rune Factory 2 và Rune Factory Frontier đã được đăng nhiều kỳ trên một số tạp chí, bao gồm A-Station, Dengeki Maoh, Dengeki Nintendo DS, và Monthly Wings. Các chuyển thể manga khác đã được đăng nhiều kỳ và xuất bản trong tạp chí Nintendo Dream, trùng với các bản phát hành tiếng Nhật của Rune Factory 3, Rune Factory 4 và Rune Factory 5.